# Bryum julaceum
Bryum julaceum là một loài rêu trong họ Bryaceae. Loài này được Schrad. ex P. Gaertn., B. Mey. & Scherb. mô tả khoa học đầu tiên năm 1802.